# Live in Tokyo
Live in Tokyo är en live-EP av det svenska punkbandet No Fun at All, utgiven i Sverige av Burning Heart Records och USA av Theologian Records, båda 1999.
Låtarna spelades 1 och 2 maj 1998 på Club Quattro i Tokyo, Japan.

## Låtlista
1. "Beachparty"
2. "Your Feeble Mind"
3. "I Won't Believe in You"
4. "Believers"
5. "Master Celebrator"
6. "Alcohol" (Gang Green)

## Personal
- Mikael Danielsson - gitarr
- Ingemar Jansson - sång
- Christer Johansson - gitarr
- Zak Malceski - mixning
- Kjell Ramstedt - trummor
- Henrik Sunvisson - bas

### Fotnoter
1. 1 2  ”Live in Tokyo”. Discogs.com. http://www.discogs.com/No-Fun-At-All-Live-In-Tokyo/release/1605287. Läst 31 mars 2012.